# Heraclia medgensis
Heraclia medgensis är en fjärilsart som beskrevs av Holland. Heraclia medgensis ingår i släktet Heraclia och familjen nattflyn. Inga underarter finns listade i Catalogue of Life.